# Gerechtelijk gebied Brussel
Het gerechtelijk gebied Brussel is een van de vijf gerechtelijke gebieden in België.

## Geschiedenis
Het hof van beroep zetelt sinds 1883 in het Justitiepaleis van Brussel. Dit gebouw werd ontworpen door architect Joseph Poelaert die tijdens de werken overleed in 1879. De bouwwerkzaamheden waren in 1866 van start gegaan en duurden 17 jaren.
Het arbeidshof kent zijn ontstaan na de bevoegdheidsoverdracht van de administratieve commissie voor sociale materie naar de arbeidsrechtbanken en -hoven in 1970. Ze was aanvankelijk territoriaal bevoegd voor de provincies Brabant, Antwerpen en Henegouwen, maar behield na de hervorming van 1975 nog enkel de bevoegdheid over voor de huidige gerechtelijk arrondissementen. Sedert oktober 2000 zetelt het arbeidshof op de 6de verdieping van het Poelaertgebouw dat rechtover het Justitiepaleis gelegen is. Het gebouw is opgetrokken in Lodewijk XVI-stijl en deed oorspronkelijk dienst als hotel. Tussen 1935 en 1994 herbergde dit gebouw het Ministerie van Justitie.

## Structuur
Het gerechtelijk gebied Brussel beschikt over de territoriale jurisdictie binnen haar grondgebied. Het rechtscollege neemt kennis van de hogere beroepen tegen de uitspraken van de rechtbanken van eerste aanleg en ondernemingsrechtbanken van de gerechtelijke arrondissementen Brussel, Leuven en Waals-Brabant. Het orgaan wordt gerechtshof genoemd en de uitspraken die geveld worden zijn arresten.
Het hof van beroep heeft zijn hoofdzetel te Brussel en is onderverdeeld in een burgerlijke kamer, een jeugdkamer en een correctionele kamer. In het kader van de wet op de voorlopige hechtenis en de betwisting in lopende gerechtelijke onderzoeken beschikt ze tevens over een kamer van inbeschuldigingstelling en een bureau voor rechtsbijstand. Daarnaast wordt binnen dit gebied ook een arbeidshof georganiseerd dat eveneens zetelt in Brussel.
| Gebied           | Europese Unie    | België           | België           | België           | België           | Brussel        | Vlaams-Brabant Waals-Brabant | Brussel, Leuven en Waals-Brabant | Brussel, Leuven en Waals-Brabant | 38                              |                                 |                                 |                                 |
| Sociaal recht    | Hof van Justitie | Hof van Cassatie | Hof van Cassatie | Hof van Cassatie | Hof van Cassatie | Arbeidshof     | Arbeidshof                   | Arbeidsrechtbank                 | Arbeidsrechtbank                 | Arbeidsrechtbank                | Arbeidsrechtbank                | Arbeidsrechtbank                |                                 |
| Handelsrecht     | Hof van Justitie | Hof van Cassatie | Hof van Cassatie | Hof van Cassatie | Hof van Cassatie | Hof van Beroep | Hof van Beroep               | ondernemingsrechtbank            | ondernemingsrechtbank            | Vredegerecht                    | Vredegerecht                    | Vredegerecht                    |                                 |
| Burgerlijk recht | Hof van Justitie | Hof van Cassatie | Hof van Cassatie | Hof van Cassatie | Hof van Cassatie | Hof van Beroep | Hof van Beroep               | Rechtbank van eerste aanleg      | Rechtbank van eerste aanleg      | Vredegerecht / Politierechtbank | Vredegerecht / Politierechtbank | Vredegerecht / Politierechtbank | Vredegerecht / Politierechtbank |
| Strafrecht       | Hof van Justitie | Hof van Cassatie | Hof van Cassatie | Hof van Cassatie | Hof van Cassatie | Hof van Beroep | Assisenhof                   | Rechtbank van eerste aanleg      | Rechtbank van eerste aanleg      | Vredegerecht / Politierechtbank | Vredegerecht / Politierechtbank | Vredegerecht / Politierechtbank | Vredegerecht / Politierechtbank |

## Geografie
Het verenigt de gerechtelijke arrondissementen van de provincies Vlaams-Brabant, Waals-Brabant en het Brussels Hoofdstedelijk Gewest in één omschrijving, om redenen van organisatie van een beroepsprocedure.
Het gerechtelijk gebied Brussel beschikt over de territoriale jurisdictie binnen haar grondgebied. Het orgaan wordt gerechtshof genoemd en de uitspraken die geveld worden zijn arresten.

### Indeling in gerechtelijke arrondissementen en kantons
| Brussel - Anderlecht 1 & 2 - Asse - Brussel 1-4 - Elsene - Etterbeek - Ganshoren - Halle - Jette - Lennik - Meise - Oudergem - Schaarbeek 1 & 2 - Sint-Genesius-Rode - Sint-Gillis - Sint-Jans-Molenbeek - Sint-Joost-ten-Node - Sint-Pieters-Woluwe - Ukkel - Vilvoorde - Vorst - Zaventem |  | Leuven - Aarschot - Diest - Leuven 1-3 - Tienen - Zoutleeuw Waals-Brabant - Eigenbrakel - Geldenaken - Nijvel - Waver 1 & 2 |